# Orinella vanhyningi
Orinella vanhyningi är en snäckart som beskrevs av Bartsch 1944. Orinella vanhyningi ingår i släktet Orinella och familjen Pyramidellidae. Inga underarter finns listade i Catalogue of Life.